# Hägerstad slotts ekhage
Hägerstad slotts ekhage är ett naturreservat i Åtvidabergs kommun i Östergötlands län.
Området är naturskyddat sedan 2002 och är 6 hektar stort. Reservatet omfattar en ås som bildar en udde i Vindommen strax öster om Hägerstads slott. Reservatet består av en ekhage.